# Drachenaugensee

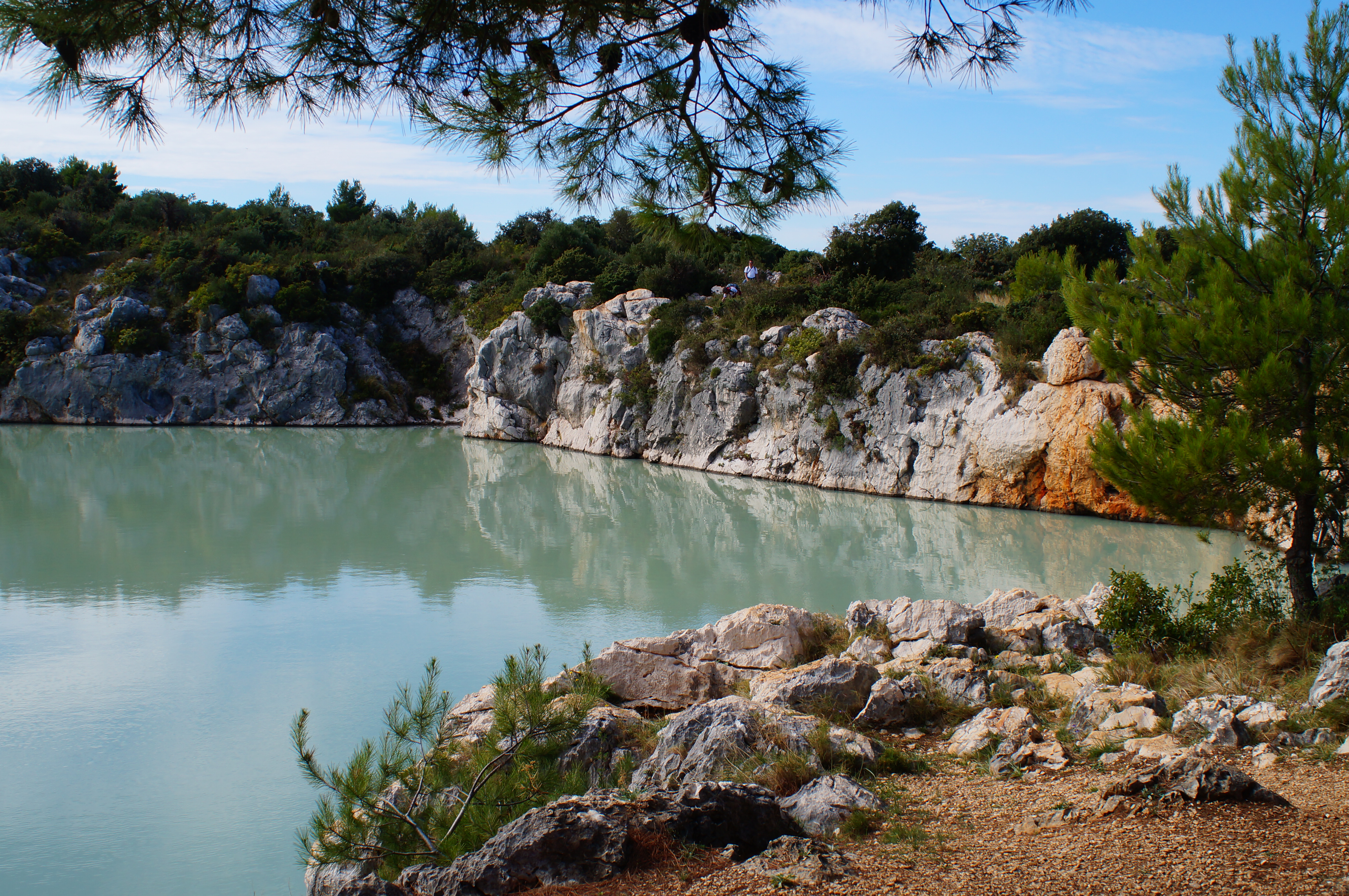
Trübung des Sees im Oktober 2016

Der Drachenaugensee (kroat.: Zmajevo oko) ist ein mariner See auf der Halbinsel Gradina bei Rogoznica nahe Šibenik (Kroatien). Er ist rund 100 m vom Adriatischen Meer entfernt und enthält Salzwasser. Sein Wasserstand ändert sich periodisch im Rhythmus von Ebbe und Flut. An der tiefsten Stelle ist er etwa 60 m tief.
Benannt wurde er zum einen nach seiner Form, einem 150 m auf 70 m messenden Oval, als auch nach einem Drachen, welcher der Sage nach in der Tiefe des Sees leben soll. Zwar wird auch spekuliert, dass er durch einen Meteoriteneinschlag entstanden sei, weitaus wahrscheinlicher ist aber, dass er eine typische Karstbildung darstellt, also eine eingestürzte Höhle (Doline), die Verbindung zum Meer besitzt.
Eine Besonderheit ist, dass der See sich alle paar Jahre trübt und dann die gesamte Fauna von Fischen, Quallen und Meeresschnecken durch eine Verbindung zum offenen Meer hin verschwindet. Etliche Taucher sind bei dem Versuch ums Leben gekommen, diese Verbindung zu untersuchen. Nach wenigen Monaten klärt sich der See allerdings wieder, und die alte Fauna kehrt zurück. Wissenschaftler vermuten heute, dass komplexe biochemische Prozesse im See die Trübung hervorrufen. Näheres ist jedoch noch nicht bekannt.
Der See ist mit seiner azurblauen Farbe und der Karstumgebung ein touristischer Anziehungspunkt.
Der See (englisch als „Rogiznica Lake“ bezeichnet) wird von Zadereev et al. aufgrund seiner Schichtung als meromiktisches Gewässer eingestuft.